# Maksim Michajlov

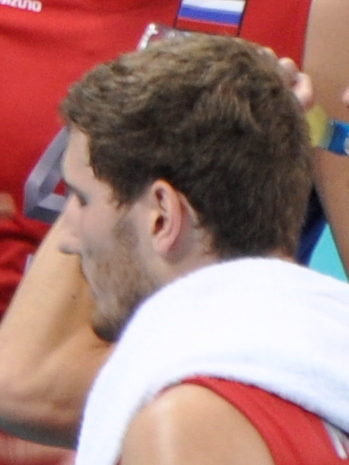
Maksim vid OS 2012.

Maksim Michajlovitj Michajlov (ryska: Максим Михайлович Михайлов), född 19 mars 1988 i Kuzmolovskij, Sovjetunionen, är en rysk volleybollspelare som deltog i OS-turneringen i London 2012.